# Księga kormcza

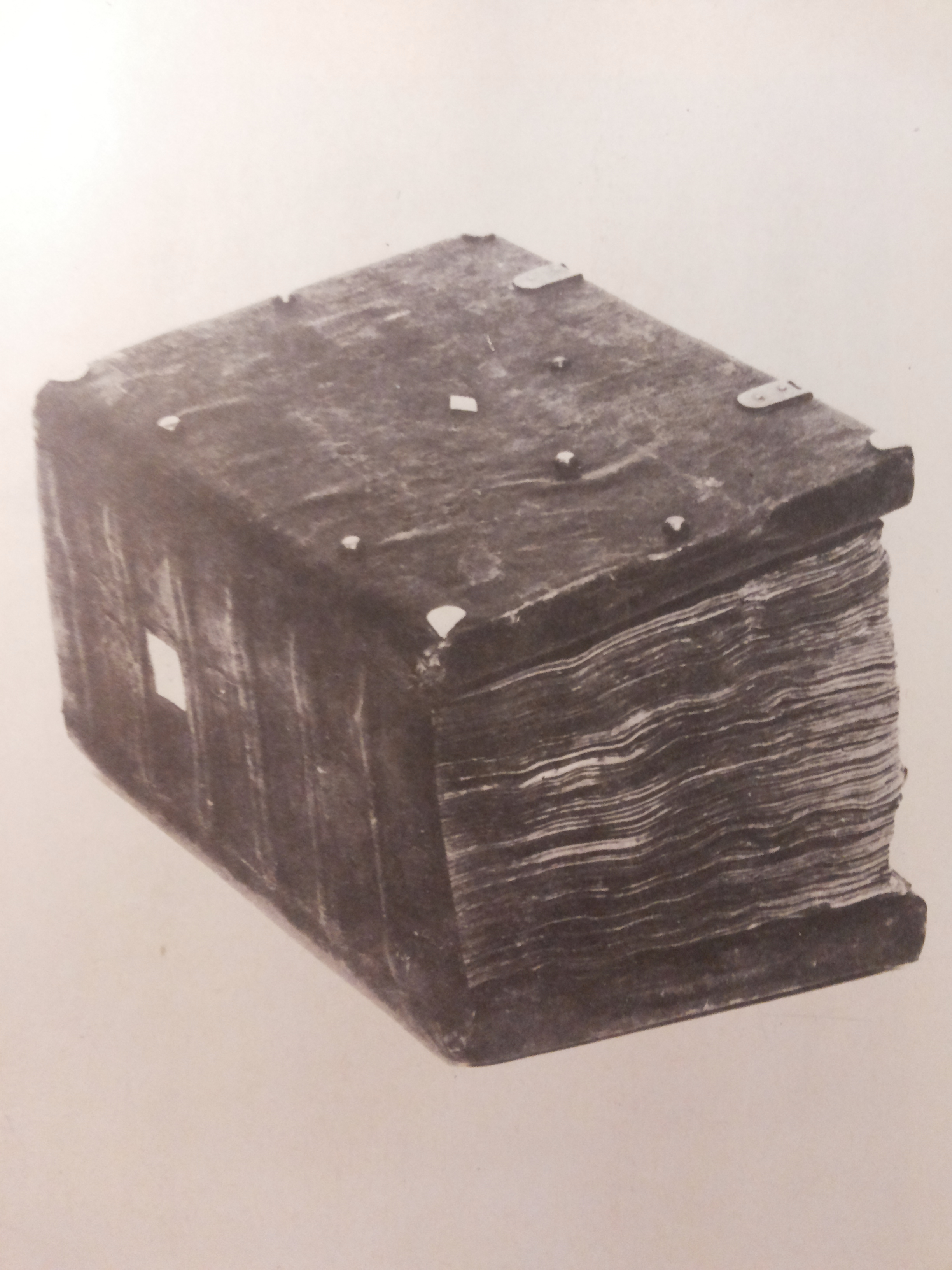
Księga kormcza.

Księga kormcza (ros. Кормчая книга, Kormczaja kniga z cs кормчий i scs кръмьчии – sternik, gr. Νόμος Κανόνες z gr. Νόμος – statut i gr. Κανόνες – kanon, dosł. "księga kierująca") – zbiór przepisów i praw cerkiewnych, regulujących postępowanie w zakresie kierowania Kościołem oraz pracę sądów kościelnych w niektórych państwach słowiańskich.
Geneza ksiąg kormczych sięga VI wieku, gdy został wydany przez patriarchę Jana III Scholastyka bizantyjski Nomokanon. W XI wieku Nomokanon został przetłumaczony na potrzeby Kościoła bułgarskiego, stąd został rozpowszechniony na Rusi. Pod koniec XIII wieku Nomokanony ruskie zaczęto nazywać księgami kormczymi. Ruskie zbiory praw różniły się nieco od bułgarskich i bizantyjskich zawartością, na Rusi uzupełniano je o świeckie przypisy prawne.
W 1274 roku na Soborze we Włodzimierzu metropolita Cyryl II za podstawę do kierowania Cerkwią zaproponował serbski nomokanon z 1225 roku, przetłumaczony z greki na język cerkiewnosłowiański. W XIII wieku pojawiła się kolejna modyfikacja księgi kormczej, polegająca na połączeniu zbiorów praw bułgarskich i serbskich oraz dodaniu elementów Ruskiej Prawdy i ustaw Włodzimierza Wielkiego i Jarosława Mądrego, a także postanowień Soboru z 1274 roku. Ta redakcja księgi kormczej została nazwana Sofijską (lub Nowogrodzka) księgą kormczą – od miejsca jej późniejszego odnalezienia w Sofijskim Soborze w Nowgorodzie – lub Synodalną księgą kormczą – od miejsca jej przechowywania w Synodalnej Bibliotece w Moskwie.
Na przełomie XV–XVI wieku dokonano rewizji różnych wersji ksiąg kormczych. W 1650 roku została wydana drukiem Kormcza Józefa, w 1653 roku – Kormcza Nikona, a w 1787 roku Kormcza Katarzyny. Ostatnie wydanie księgi kormczej miało miejsce w 1816 roku.